# MacKenzie Boyd-Clowes
MacKenzie Boyd-Clowes (Toronto, 13 luglio 1991) è un saltatore con gli sci canadese.

## Biografia
Originario di Calgary e attivo in gare FIS dal settembre del 2005, Boyd-Clowes ha esordito in Coppa del Mondo il 24 gennaio 2009 a Whistler (42º), ai Campionati mondiali a Liberec 2009, dove si è classificato 46º nel trampolino lungo, e ai Giochi olimpici invernali a Vancouver 2010, piazzandosi 12º nella gara a squadre. Nel 2011 ha preso parte ai Mondiali di Oslo (39º nel trampolino lungo) e l'anno dopo ha esordito ai Mondiali di volo: a Vikersund 2012 è stato 36º nella gara individuale.
Ai Mondiali di Lahti 2013 si è classificato 39º nel trampolino normale, 38º nel trampolino lungo e 12º nella gara a squadre mista; nel 2014 ha partecipato ai XXII Giochi olimpici invernali di Soči 2014, piazzandosi 37º nel trampolino normale, 25º nel trampolino lungo e 12º nella gara a squadre, e ai Mondiali di volo di Harrachov (30º nella gara individuale).
Ai Mondiali di volo di Tauplitz 2016 e di Oberstdorf 2018 è stato rispettivamente 27º e 36º nella gara individuale; ai XXIII Giochi olimpici invernali di Pyeongchang 2018 si è classificato 26º nel trampolino normale e 21º nel trampolino lungo e ai Mondiali di Seefeld in Tirol 2019 si è piazzato 32º nel trampolino normale e 27º nel trampolino lungo. Ai Mondiali di volo di Planica 2020 è stato 23º nella gara individuale e ai successivi Mondiali di Oberstdorf 2021 si è classificato 34º nel trampolino normale, 28º nel trampolino lungo e 10º nella gara a squadre mista. Ai XXIV Giochi olimpici invernali di Pechino 2022 ha vinto la medaglia di bronzo nella gara a squadre mista e si è piazzato 16º nel trampolino normale e 33º nel trampolino lungo; ai Mondiali di Planica 2023 è stato 38º nel trampolino normale e 33º nel trampolino lungo.

## Palmarès

### Olimpiadi
- 1 medaglia:
  - 1 bronzo (gara a squadre mista a Pechino 2022)

### Coppa del Mondo
- Miglior piazzamento in classifica generale: 32ª nel 2021